# Локорско
Локорско е село в Западна България, област София, Столична община, район Нови Искър. Населението му е около 753 души (15 март 2024).

## География
Село Локорско се намира в подножието на Стара планина на 16 километра от центъра на София. Разположено е в красива местност, като борова и широколистна гора започват веднага след крайните къщи на селото. През селото минават три малки рекички, които почти пресъхват през лятото. На два часа път над него е един от най-високите върхове в Софийска планина – Драгунът (1110 m). Горските поляни са обсипани с цветя и гъби, които привличат много екскурзианти през почивните дни.

## История
Според чешките археолози Херман и Карел Шкорпил, мястото на днешното село е заселено още в каменната епоха. В изследователския си труд „Могили“, археолозите дават списък на сечивата, намерени в землището на селото.
Първият документ, в който селото е споменато, е от 1452 г. В него се казва, че село Локорско влиза в пожизненото феодално владение на Ахмед, син на Караджа.
В средата на XVI век, заедно с другите подбалкански села около София, Локорско става войнуганско селище – жителите му имат специален статут с право да притежават земя, да носят оръжие и да плащат по-ниски данъци, като в замяна на това по време на война служат като помощна войска в обоза на османската армия.
След Освобождението от османска власт, развитието на селото е свързано главно с близостта му до новата столица София, където се реализира селскостопанската продукция и където намират работа много от жителите му. През 60-те и 70-те години на XX век Локорско е благоустроено, улиците са асфалтирани и е оформен новият център на селото. В покрайнините на Локорско е построен кравекомплекс.

## Население
| Година | Брой души |
| ------ | --------- |
| 1912   | 1210      |
| 2010   | 721       |
| 2013   | 609       |
| 2022   | 755       |

## Инфраструктура
Селото е свързано с два общински пътя. Продължението на главната улица - булевард „Димитър Тошков“ - се свързва с републиканската пътна мрежа чрез Околовръстния път на София. Друг общински път води до съседното село Войнеговци.
Към 2021 година в селото няма действащи училища и детски градини. Училищната сграда в Локорско, разположена на едно от най-високите места в селото, строена през земеделското управление на Александър Стамболийски (1919 – 1923), е една от най-представителните в селата около София. Нейната внушителна фасада се вижда от цялото Софийско поле и е символ на селото. Докато функционира, училището има богата библиотека и развива активна читалищна дейност. То е закрито, поради липса на достатъчно ученици, след което в сградата за известно време е разположен интернат. Към 2021 година в нея се помещава дом за възрастни хора.

## Култура
Читалището „Христо Витков“ развива активна дейност със своите танцови и песенен състави по съхраняване на народното творчество. Неведнъж тези състави са печелили призови места на фестивали и надигравания на републиканско ниво. Има библиотека на над един век с богат книжен фонд.
Църквата „Св. Николай“ е построена през XVII век. Притежава интерсни стенописи и е обявена за паметник на културата. В процес на реставрация.
От незапомнени времена празник на селото е Възнесение Христово (Спасовден). На този ден в местността Кръста (където под вековен орех има останал каменен кръст) се готви курбан и се събират жителите на селото. Съборът се провежда в неделния ден след Спасовден.

## Забележителности
- Водопадите над Локорско – по реката над селото са формирани около 6 – 7 малки водопада, като най-големия от тях е не-повече от 6 – 7 метра.
- Църквата „Свети Николай“ в края на селото. Църквата е построена през XVII век и е паметник на културата.
- 15-метров кръст в двора на храм „Възнесение Господне“[8]
- Момините скали

## Транспорт
Селото се обслужва от 3 автобусни линии на Центъра за градска мобилност: 20, 24 и 28.
Основната линия 20 свързва селото с автостнация "Орландовци" и метростанция "Лъвов мост" в София, като преди това минава през с. Чепинци и с. Негован.
Автобус 24 се движи през селото един път дневно, като минава през с. Световрачене и стига до автостанция "Орландовци" в столицата.
Автобус 28 свързва селото директно с повечето села в район "Нови Искър", както и с град Нови Искър.

## Личности
- Андрей Цветанов (1888 – ?), български революционер от ВМОРО, четник на Пандо Сидов[9]
- Илия Лазаров (1843 – 1902), революционер, Ботев четник,
- Михаил и Петко Лимборови, участници в Сръбско-турската война и опълченци[10]
- Дончо Костов (1897 – 1949), биолог, академик
- Христо Витков, поет от началото на XX век, участвал в Балканската и Междусъюзническата война, загинал през Първата световна война.
- Войн Трайков Божинов (1915 – 1999), историк, изследовател на българската просвета в Македония и Одринска Тракия.
- Божана Вълчанова (неизв.), народна певица
- Георги Пращейски (неизв.), народен певец
- Божин Ласков (1922 – 2007), български футболист, централен нападател
- Борис Тошков (1920 – 2018), български офицер, генерал-майор
- Любчо Тошков (р. 1929), български офицер, генерал-лейтенант
- Румен Тошков (1939 – 2021), български офицер, генерал-майор
- Христо Митрев – Локорски (1932 – 1994), боксьор, шампион на НРБ, външнотърговец

## Други
На Локорско е наречена улица „Локорска“ в квартал „Орландовци“ в София (Карта).